# Четвірка зі співу
«Четвірка зі співу» — радянський телефільм 1973 року, знятий режисером Жардемом Байтеновим на кіностудії «Казахфільм».

## Сюжет
Телефільм про захоплюючу подорож рідним краєм школяра Єрмека, який поїхав під час літніх канікул у гості до дядька.

## У ролях
- Камбар Валієв — Єрмек
- Лев Пригунов — Федя
- А. Малишев — лейтенант
- Тетяна Крістель — Люба
- Юрій Померанцев — бджоляр
- Атагельди-ага Ісмаїлов — епізод
- Раїса Мухамедьярова — епізод
- М. Ларичкіна — епізод
- Олександр Вайншток — хлопчик із собакою-поводирем
- Макіль Куланбаєв — сторож на будівництві
- Лейла Рахімжанова — стюардеса
- Петро Дербеньов — водій вантажівки
- Л. Дербеньова — дружина водія
- Тамара Косубаєва — мама
- Гульзіпа Сиздикова — бабуся Єрмека
- Ж. Шалабаєва — епізод
- Х. Карімов — ревматик
- Аубакір Ісмаїлов — старшина
- Світлана Максимова — піонерводжата
- Марат Шалабаєв — тато
- Лариса Черковська — епізод

## Знімальна група
- Режисер — Жардем Байтенов
- Сценаристи — Каміл Ікрамов, Інга Петкевич
- Оператор — Олександр Нілов
- Композитор — Олександр Флярковський
- Художник — Юрій Вайншток